# Un an de cumpănă
Un an de cumpănă (în engleză The Year of Living Dangerously) este un film dramatic și romantic australian din 1982 regizat de Peter Weir în baza unui scenariu de Weir și David Williamson⁠(d). Scenariul reprezintă o adaptare a romanului lui Christopher Koch⁠(d) publicat sub același nume⁠(d) în 1978. Aceasta prezintă o poveste de dragoste înIndonezia în timpul răsturnării regimului Sukarno și urmărește un grup de jurnaliști străini din Jakarta în ajunul unei lovituri de stat puse la cale de Mișcarea 30 septembrie⁠(d) în 1965.
Filmul îi are în rolurile principale pe Mel Gibson - jurnalistului australian Guy Hamilton - și Sigourney Weaver - asistenta ambasadei britanice Jill Bryant. De asemenea, Linda Hunt interpretează rolul unui bărbat cu nanism pe nume Billy Kwan, fotograful local al lui Guy. Aceasta a câștigat premiul Oscar pentru cea mai bună actriță în rol secundar în 1983. Filmul a fost turnat În Australia și Filipine. Bill Kerr și Noel Ferrier⁠(d) au interpretat roluri secundare.
Difuzarea filmului a fost permisă în Indonezia doar din 2000, odată cu demisia forțată⁠(d) a liderului loviturii de stat Suharto în 1998. Titlul The Year of Living Dangerously este un citat care se referă la o celebră expresie italiană utilizată de Sukarno - vivere pericolosamente⁠(d), adică „a trăi periculos”. Sukarno a folosit-o ca titlu pentru discursului său din 1964 de ziua independenței⁠(d).

## Intriga
Guy Hamilton, jurnalist străin⁠(d) novice al unei televiziuni australiene, este trimis în Jakarta. Acesta se întâlnește cu alți membri ai comunității de corespondenți străini, printre care jurnaliști din Marea Britanie, Statele Unite și Noua Zeelandă, diplomați și Billy Kwan, un chino-australian⁠(d) cu nanism. Hamilton nu reușește inițial să obțină informații deoarece predecesorul său, sătul de viața din Indonezia, a plecat fără să-i prezinte persoanele sale de legătură. Este în mare parte ignorat de jurnaliștii cu experiență care concurează pentru fragmente de informații despre regimul lui Sukarno, Partidul Comunist din Indonezia⁠(d) (PKI) și armata musulmană indoneziană⁠(d). Cu toate acestea, Billy îl place pe Guy și îi aranjează interviuri cu personalități politice importante.
Billy îi face cunoștință acestuia cu Jill Bryant, o tânără asistentă de la ambasada Marii Britanii⁠(d). Billy și Jill sunt prieteni apropiați, dar Billy îi controlează subtil întâlnirile cu Guy. Deși la început tinde să-l evite pe motiv că urmează să se întoarcă în Marea Britanie, Jill se îndrăgostește de acesta. Când descoperă că comuniștii chinezi înarmează PKI, Jill îi transmite informațiile lui Guy în încercarea de a-i salva viața. Acesta însă decide să investigheze revolta comunistă care va avea loc odată cu sosirea armamentului în Jakarta. Șocați, Billy și Jill rup legăturile cu el, iar singurul sprijin pe care-l primește vine din partea jurnalistului american Pete Curtis și a asistentul său Kumar, acesta din urmă membru secret al PKI. În ciuda convingerilor ideologice, Kumar îi rămâne loial lui Guy și încearcă să înțeleagă schimbările care au loc în țară.
Billy, revoltat de faptul că Sukarno ignoră nevoile indonezienilor de rând, atârnă un banner pe care scrie „Sukarno hrănește-ți poporul” de la geamul hotelului Indonezia⁠(d). Este împins de paznici și moarte în brațele lui Guy. Încă în căutarea unei „știri importante”, acesta vizitează palatul prezidențial după ce generalii armatei - aflând de armamentul trimis de comuniști - preiau puterea și efectuează numeroase execuții⁠(d). Lovit puternic de un ofițer al armatei, Guy suferă o dezlipire de retină⁠(d). Sigur în bungalow-ul lui Billy, Guy își amintește de un pasaj din Bhagavad Gita - „totul este întunecat de dorință”. Kumar îl vizitează și îi spune despre lovitură de stat eșuată. Conștient că riscă să-și piardă vederea, Guy îl imploră pe Kumar să-l ducă la aeroport. Acolo se îmbarcă în ultimul avion care părăsește Jakarta și se reunește cu Jill.

## Distribuție
- Mel Gibson - Guy Hamilton
- Sigourney Weaver - Jill Bryant
- Bill Kerr - Colonel Henderson
- Michael Murphy⁠(d) - Pete Curtis
- Linda Hunt - Billy Kwan
- Noel Ferrier⁠(d) - Wally O'Sullivan
- Bembol Roco⁠(d) - Kumar
- Paul Sonkkila⁠(d) - Kevin Condon
- Ali Nur - Ali
- Mike Emperio - Sukarno
- Domingo Landicho - Hartono
- Kuh Ledesma⁠(d) - Tiger Lily